# Шамальер
Шамальер (фр. Chamalières) — коммуна во Франции, в регионе Овернь, департамент Пюи-де-Дом. Население — 17 689 человек (2006).
Коммуна расположена на расстоянии около 350 км к югу от Парижа, 2 км к юго-западу от Клермон-Феррана.

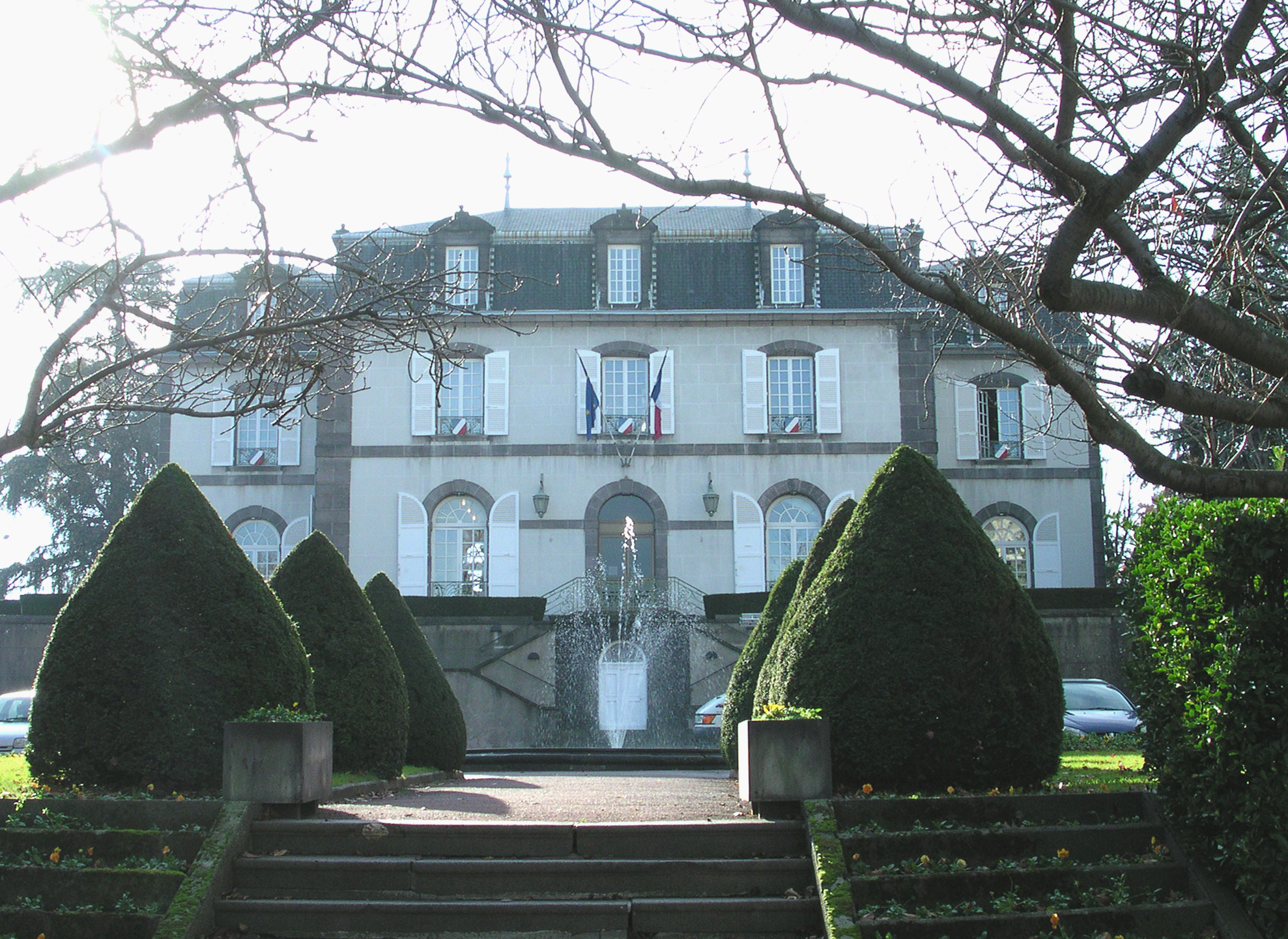
Ратуша Шамальер